# 李复 (唐朝)
李复（739年—797年），字初阳，唐朝宗室，官至郑滑节度使、检校右仆射。

## 生平
高祖父淮安王李神通，曾祖父李孝锐，盐州刺史；祖父李璟，陇州司仓，赠弘农郡太守；父亲李齐物，刑部尚书。以父荫官至江陵府司录参军。精于吏道，卫伯玉厚待他，府中之事，多委任于他。他性情苛刻，被卫伯玉所信任，表奏为江陵县令，转任江陵少尹，历任饶州刺史、苏州刺史，都有好政绩的名声。李希烈背叛唐朝，荆南节度使张伯仪多次出兵，被希烈所败，朝廷忧虑。以李复久在江陵，深得军民之心，李复为母服丧，起复为江陵少尹、兼御史中丞，充节度行军司马。辅佐张伯仪。会张伯仪被罢免，以李复为容州刺史、兼御史中丞，充本管招讨使，加检校常侍。之前西原蛮叛乱，前后经略使征讨反乱军，擒获其人都入官为奴婢，让他们服作坊重役，李复令人访查其亲属，把他们放归。在容州三年，岭南人安悦。转任广州刺史、兼御史大夫、岭南节度观察使。当时安南经略使高正平、张应相继在官任上去世，其下参佐偏裨李元度、胡怀义等阻兵，乱州县，放肆奸赃。李复诱来胡怀义将他杖杀，将李元度流放荒裔。又劝导百姓，变茅屋为瓦舍。琼州从唐高宗时陷于蛮獠中，李复遣使招谕，上奏设置琼州都督府绥抚。李复明晓政道，所在称治，入朝拜为宗正卿，加检校工部尚书。每到一年，华州节度李元谅去世，以李复为华州刺史、潼关防御镇国军使，依然检校户部尚书，兼御史大夫。贞元十年（794年），郑滑节度使李融去世，军中溃乱，以李复检校兵部尚书，兼滑州刺史、义成军节度使、郑滑观察营田等使、兼御史大夫。李复到任，置营田数百顷，以资军粮，不加赋于民，军民都很高兴。贞元十二年（796年），加检校尚书左仆射（《新唐书》作尚书右仆射）。贞元十三年（797年）四月在官任上去世，时年五十九岁。废朝三日，赠司空，谥昭，赙布帛米粟。李复虽然是良吏，但他在地方为官积财很多，被时人所讥。

## 子孙
- 李燕卿，江陵府参军
  - 李公敏，邕管经略招讨处置等使、御史中丞，赠户部尚书
    - 李涣，朝议大夫、守中书舍人、柱国、赐紫金鱼袋，赠尚书礼部侍郎
      - 李璩，进士
      - 李小师

    - 李濛，邠宁庆等州观察支使、监察御史里行
    - 李沆，浙江西道都团练判官、文林郎、试大理评事、柱国